# 悪魔の落とし子
『悪魔の落とし子』（原題：Born Again）は、ブラック・サバスが1983年に発表した11作目のスタジオ・アルバム。

## 解説
ロニー・ジェイムス・ディオとヴィニー・アピスの脱退に伴い、バンドはイアン・ギラン（元エピソード・シックス〜ディープ・パープル〜イアン・ギラン・バンド〜ギラン）を新ヴォーカリストとして迎え、また、オリジナル・ドラマーのビル・ワードが復帰した。収録曲「キープ・イット・ウォーム」は、当時のギランのガールフレンド（後に妻となる）に捧げられている。
本作のジャケット・デザインは、デザイナーのスティーヴ・"クラッシャー"・ジョールが、自分の持っていた雑誌『Mind Alive』の表紙に掲載された赤ん坊の写真を加工したものである。トニー・アイオミやマネージャーのドン・アーデン等は、このアイデアを気に入ったが、ギランは毛嫌いしたという。また、ギランは後年のインタビューで、アルバムの最終ミックスの仕上がりにも不満を持っていたと明かしている。
本作は評価が分かれ、音楽評論家のEduardo Rivadaivaはallmusic.comにおいて5点満点中1.5点しか付けず、「元ディープ・パープルのイアン・ギランがブラック・サバスに加入することは、机上の空論としては良いアイデアだったが、厳然たる事実としては、ギランのブルージーな歌唱法やしばしばユーモラスになる歌詞は、破滅的で陰鬱な要素に満ちた音と全く合わない」と評している一方、メタリカのラーズ・ウルリッヒは、2008年のインタビューにおいて本作のことを「リリースした時は皆が嫌ったけど、今やブラック・サバスのアルバムの中でも特に崇められているものの一つ」と語っている。
母国イギリスでは4位を記録したが、2013年発売の『13』で1位を獲得するまで、全英アルバムチャートのトップ10から遠ざかることとなった。
ビル・ワードは本作に伴うツアーには参加せず、エレクトリック・ライト・オーケストラのベヴ・ベヴァンがワードの代役を務めた。本作に伴うツアーでは、ギランが在籍していたディープ・パープルの楽曲「スモーク・オン・ザ・ウォーター」も演奏された。ツアーが終了すると、ギランはバンドを脱退してディープ・パープルの再結成に動く。バンドは後任のヴォーカリストとしてデイヴ・ドナートを迎えるが、ドナートは1984年10月にはバンドを脱退し、この編成でのレコーディングは行われなかった。
イアン・ギランは、自身のソロ・アルバム『ギランズ・イン』（2006年/日本発売は2007年）において本作収録曲「トラッシュド」をセルフ・カヴァーしており、トニー・アイオミも同ヴァージョンの演奏に参加した。
2011年に発売されたデラックス・エディション盤は、未発表曲「ザ・フォールン」、本作収録曲「ストーンヘンジ」のエクステンデッド・ヴァージョンおよび、1983年8月27日に行われたレディング・フェスティバルにおけるライヴ音源9曲を収録したボーナス・ディスクが付属された。

## 収録曲
特記なき楽曲はイアン・ギラン、トニー・アイオミ、ギーザー・バトラー、ビル・ワードの共作。2.と4.はインストゥルメンタル。
1. トラッシュド - "Trashed" – 4:15
2. ストーンヘンジ - "Stonehenge" – 1:58
3. 邪神 - "Disturbing the Priest" – 5:48
4. 暗黒 - "The Dark" – 0:45
5. ゼロ・ザ・ヒーロー - "Zero the Hero" – 7:34
6. デジタル・ビッチ - "Digital Bitch" – 3:38
7. 悪魔の落とし子 - "Born Again" – 6:32
8. ホット・ライン - "Hot Line" (Ian Gillan, Tony Iommi, Geezer Butler) – 4:51
9. キープ・イット・ウォーム - "Keep It Warm" (I. Gillan, T. Iommi, G. Butler) – 5:36

### デラックス・エディション盤 ディスク2
3〜11曲目は、1983年8月27日土曜のレディング・フェスティバルでライブ録音され、BBCラジオ1を介して『Friday Rock Show』で初放送された。
1. ザ・フォールン - "The Fallen" – 4:27
2. ストーンヘンジ（エクステンデッド・ヴァージョン） - "Stonehenge (extended version)" – 4:43
3. ホット・ライン - "Hot Line" (I. Gillan, T. Iommi, G. Butler) – 4.54
4. ウォー・ピッグス - "War Pigs" (Ozzy Osbourne, T. Iommi, G. Butler, Bill Ward) – 7:25
5. 黒い安息日 - "Black Sabbath" (O. Osbourne, T. Iommi, G. Butler, B. Ward) – 7:10
6. 暗黒 - "The Dark" – 1:05
7. ゼロ・ザ・ヒーロー - "Zero the Hero" – 6:54
8. デジタル・ビッチ - "Digital Bitch" – 3:33
9. アイアン・マン - "Iron Man" (O. Osbourne, T. Iommi, G. Butler, B. Ward) – 7:40
10. スモーク・オン・ザ・ウォーター - "Smoke on the Water" (I. Gillan, Ritchie Blackmore, Roger Glover, Jon Lord, Ian Paice) – 4:56
11. パラノイド - "Paranoid" (O. Osbourne, T. Iommi, G. Butler, B. Ward) – 4:17

## カヴァー
- 邪神
  - サイコティック・ワルツ（英語版） - 未発表音源集『Dark Millenium』（1999年）に収録[18]。
- ゼロ・ザ・ヒーロー
  - カンニバル・コープス - EP『Hammer Smashed Face』（1993年）に収録[19]。

## 参加ミュージシャン
- イアン・ギラン - ボーカル
- トニー・アイオミ - ギター、エフェクト、フルート
- ギーザー・バトラー - ベース、エフェクト
- ビル・ワード - ドラムス、パーカッション
- ジェフ・ニコルス - キーボード
- ベヴ・ベヴァン - ドラムス（デラックス・エディション盤 ディスク2の3. - 11.のみ）